# マウントカーメル (サウスカロライナ州)
マウントカーメル (Mpunt Carmel) は、アメリカ合衆国サウスカロライナ州マコーミック郡の中に設けられた国勢調査指定地域 (CDP)。2020年国勢調査における人口は、379人。

## 歴史
カルホーン・ミルとマウントカーメル歴史地区が、アメリカ合衆国国家歴史登録財として登録されている。

## 地理
マウントカーメルは、北緯34度0分44秒 西経82度30分25秒 / 北緯34.01222度 西経82.50694度 (34.012272, -82.507075) に位置している。
アメリカ合衆国国勢調査局によれば、この CDP は、総面積が 9.2平方マイル (23.8 km2) あり、すべて陸地である。

## 人口統計

### 2020年国勢調査
| 人種 / エスニシティ （「NH」は、「Non-Hispanic/非ヒスパニック系」の意） | 人口（人） | 人口（人） | 人口（人） | 構成比（％） | 構成比（％） | 構成比（％） |
| 人種 / エスニシティ （「NH」は、「Non-Hispanic/非ヒスパニック系」の意） | 2000       | 2010       | 2020       | 2000         | 2010         | 2020         |
| ----------------------------------------------------------------------- | ---------- | ---------- | ---------- | ------------ | ------------ | ------------ |
| 白人 (NH)                                                               | 13         | 19         | 20         | 5.49%        | 8.80%        | 12.82%       |
| 黒人/アフリカ系アメリカ人 (NH)                                          | 213        | 192        | 134        | 89.87%       | 88.89%       | 85.90%       |
| ネイティブ・アメリカン / アラスカ先住民 (NH)                            | 0          | 0          | 0          | 0.00%        | 0.00%        | 0.00%        |
| アジア系 (NH)                                                           | 3          | 4          | 0          | 1.27%        | 1.85%        | 0.00%        |
| ハワイ先住民 / 太平洋諸島民系 (NH)                                      | 0          | 0          | 0          | 0.00%        | 0.00%        | 0.00%        |
| その他の人種 (NH)                                                       | 0          | 0          | 0          | 0.00%        | 0.00%        | 0.00%        |
| 混血 / 多人種系 (NH)                                                    | 0          | 1          | 1          | 0.00%        | 0.46%        | 0.64%        |
| ヒスパニック / ラティーノ（人種は問わない）                             | 4          | 0          | 1          | 1.69%        | 0.00%        | 0.64%        |
| 計                                                                      | 233        | 216        | 156        | 100.00%      | 100.00%      | 100.00%      |

2000年国勢調査における人口は 237人、86世帯、63家族が、このCDPに居住していた。人口密度は、1平方マイルあたり 25.8人 (9.9/km2) であった。家屋総数は 106戸で、戸数密度は 1平方マイルあたり11.5戸 (4.4/km2) であった。このCDPの人種構成は、白人が 5.49%、アフリカ系アメリカ人が 89.87%、アジア系 1.27%、複数人種の混血 3.38%であった。人種を問わずヒスパニックないしラティーノは 1.69% であった。
全 86世帯のうち、18歳未満の子どものいる世帯が 19.8%、同居している夫婦が 33.7%、夫のいない女性世帯主の世帯が 31.4%、家族ではない世帯が 25.6% であった。全世帯の 24.4% は単身世帯であり、11.6% は65歳以上の単身世帯であった。平均世帯人数は 2.76人で、平均家族人数は 3.31人であった。
人口の年齢構成は、18歳未満が 24.5%、18歳から24歳が 9.3%、25歳から44歳が 26.2%、45歳から64歳が 29.1%、65歳以上が 11.0% であった。年齢中央値は 38歳。男女比は、女性100人に対して、男性は 94.3人いた。18歳以上に限ると 92.5人となった。
世帯所得の中央値は $19,531、家族所得の中央値は $28,500 であった。男性の所得の中央値は $34,375、女性は $21,563 であった。このCDPの1人当たりの所得は、$9,777 であった。全家族のおおよそ 36.7%、全人口の 46.8% は、貧困線を下回る水準で生活しており、18歳未満の 57.1%、65歳以上の 75.0% がこれに含まれている。